# Curt Beilschmidt
Curt Ludwig Hermann Beilschmidt (* 20. März 1886 in Magdeburg; † 7. März 1962 in Leipzig) war ein deutscher Komponist.

## Familie und Leben
Seine Familie lässt sich bis 1750 zurückverfolgen. Sein Vater war angeblich Besitzer einer Zuckerfabrik in Magdeburg. In seiner Familie sind zahlreiche Musiker vertreten. Sein Großvater war bereits Musiker und sein Cousin Kapellmeister in Wilhelmshaven. Sein Onkel, der Trompeter Friedrich Christian Karl Beilschmidt, ging 1872 nach Holland und spielte in der Kapelle „Schutterij“. Aus dieser weit über Haarlem hinaus bekannten Kapelle ging später das Nordholländische Philharmonieorchester (Noordhollands Philharmonisch Orkest) hervor.
Beilschmidt studierte von 1905 bis 1909 am Konservatorium in Leipzig und ging anschließend nach Brüssel. Zurückgekehrt nach Leipzig, lehrte er Theorie und Klavier am Konservatorium und war später an der Leipziger Musikhochschule (1946–1956) tätig.
Sein Werkverzeichnis umfasst 141 Stücke.

## Werke
- Madrigalmusik für Streichquartett (op. 4), Erstaufführung 17. Dezember, 1908
- Streichquartett (op. 5)
- Cellosonate (op. 10)
- Tanzspiel Das Abenteuer im Walde (op. 25)
- musikalische Komödie Meister Innocenz (op. 24)
- Schäferspiel Der schlaue Amor (op. 30)
- Violinkonzert (op. 57)

## Dokumente
Briefe von Curt Beilschmidt befinden sich im Bestand des Leipziger Musikverlages C. F. Peters im Staatsarchiv Leipzig.